# Черепашки-ниндзя: Истории
«Черепа́шки-ни́ндзя: Исто́рии» (англ. Tales of The Teenage Mutant Ninja Turtles) — американский анимационный телесериал, разработанный Кристофером Йостом и Аланом Ваном для стримингового сервиса Paramount+. Это пятый мультсериал во франшизе «Черепашки-ниндзя» и продолжение мультфильма «Черепашки-ниндзя: Погром мутантов» 2023 года. Производством занимаются студии Nickelodeon Animation Studio и Point Grey Pictures. Также над сериалом работали Сет Роген и Эван Голдберг, они получили одобрение на разработку канонического потокового телесериала.
Премьера мультсериала состоялась на Paramount+ в 2024 году и служит мостом между фильмом и предстоящим продолжением.

## Сюжет
После событий «Погрома мутантов» братья-черепахи Леонардо, Рафаэль, Донателло и Микеланджело впервые сами по себе. Черепахи столкнутся с новыми угрозами и объединятся со старыми друзьями, а также поймут, кто они на самом деле, когда близких нет рядом. Черепашки, которые проживают свою двойную жизнь как подростков и героев в Нью-Йорке. События происходят через 2 месяца после событий фильма «Черепашки-ниндзя: Погром мутантов». В первой сюжетной арке, которая представляет собой воображаемую историю в комиксе, который создаёт Леонардо, Черепашки разделяются, сталкиваясь с Бишопом, злодеем, который планирует уничтожить всех мутантов. Им приходится впервые столкнуться с одиночеством и воссоединиться, чтобы спасти вид мутантов. Во второй арке, которая представляет собой поворот Рафаэля на реальных событиях, связанных с проливным штормом, Черепашки сталкиваются с группой водных мутантов, известных как Ист-Риверская тройка.

## Основные роли озвучивали
- Майка Эбби — Донателло / Технический гуру Черепашек, который использует посох бо в бою. Он любит аниме и видеоигры[5][6].
- Шамон Браун-младший — Микеланджело / Весёлый шутник из Черепашек, который использует нунчаки. Он хочет стать стендап-комиком[5][6].
- Николас Канту — Леонардо / Лидер Черепашек, который использует две катаны. У него романтический интерес к Эйприл О’Нил[5][6][7].
- Брэйди Нун — Рафаэль / Мускул Черепашек, который использует пару саев. У него отношение «сначала сражайся, потом задавай вопросы»[5][6][8].
- Айо Эдебири — Эйприл О’Нил / Школьный репортёр и друг Черепашек[5][6].
- Фред Таташор — Сплинтер / Крыса-мутант, приёмный отец и наставник Черепашек[6].

## Эпизоды
| Сезон | Эпизоды                          | Выпущено       |
| ----- | -------------------------------- | -------------- |
| 1     | 12                               | 9 августа 2024 |
| 2     | Будет объявлено вместе с сезоном | конец 2025     |

| Номер эпизода | Название эпизода                             | Режиссёр                    | Сценарист      | Раскадровка                                                           | Дата выхода эпизода |
| ------------- | -------------------------------------------- | --------------------------- | -------------- | --------------------------------------------------------------------- | ------------------- |
| 1             | «Лео Нардо стоит один!»                      | Кэлвин Ли Колин Хек         | Кристофер Йост | Элеисия Ароча Габриэла Камарильо Ян Хиггинботэм Кенджи Оно            | 9 августа 2024      |
| 2             | «Майки делает правильные вещи»               | Кенджи Оно Колин Хек        | Мэтью Басс     | Себрина Гао Джерри Гейлорд Лора Гилл                                  | 9 августа 2024      |
| 3             | «Раф обдумывает это»                         | Дженнифер Беннетт Колин Хек | Кристофер Йост | Питер Фольц Иэн Хиггинботам Кэм Каламбей Линдси Симпсон Джексон Сорби | 9 августа 2024      |
| 4             | «Донни висит крепко»                         | Кэлвин Ли Колин Хек         | Алекс Хансон   | Элеисия Ароча Габриэла Камарильо Линдси Симпсон Тим Ян                | 9 августа 2024      |
| 5             | «Епископ делает свой ход!»                   | Дженнифер Беннетт Колин Хек | Хейли Манчили  | Ян Хиггинботам Джексон Сорби Жасмин Саггс                             | 9 августа 2024      |
| 6             | «Ночь механоидов»                            | Кенджи Оло Колин Хек        | Кевин Шиник    | Себрина Гао Джерри Гейлорд Лора Гилл                                  | 9 августа 2024      |
| 7             | «Раф против воды»                            | Кэлвин Ли Колин Хек         | Мэтью Басс     | Фил Аллора Линдси Симпсон Тим Ян                                      | 9 августа 2024      |
| 8             | «Майки берёт на себя ответственность»        | Дженнифер Беннетт Колин Хек | Алекс Хансон   | Иэн Хиггинботам Жасмин Гоггинс Джексон Сорби                          | 9 августа 2024      |
| 9             | «Сплинтер и Эйприл дерутся с золотой рыбкой» | Кенджи Оло Колин Хек        | Хейли Манчини  | Себрина Гао Джерри Гейлорд Лора Гилл                                  | 9 августа 2024      |
| 10            | «Донни идёт глубоко»                         | Кенджи Оно Колин Хек        | Мэтью Басс     | Фил Аллора Линдси Симпсон Тим Ян                                      | 9 августа 2024      |
| 11            | «Леонардо седлает коня»                      | Дженнифер Беннетт Колин Хек | Элиза Ронкасе  | Иэн Хиггинботам Джерри Гейлорд Жасмин Гоггинс Джексон Сорби           | 9 августа 2024      |
| 12            | «Жемчужина»                                  | Алан Ван Колин Хек          | Алекс Хансон   | Себрина Гао Лаура Гилле Крис Люк Кевин Молина-Ортис                   | 9 августа 2024      |

## Производство

### Разработка
В июле 2023 года издание Variety сообщило о разработке специально для стримингового сервиса Paramount+ мультсериала из двух сезонов, который станет спин-оффом ещё не вышедшего на тот момент мультфильма «Черепашки-ниндзя: Погром мутантов», а также его продолжения. Мультсериал должен послужить мостом между двумя мультфильмами. Кроме того, актёры, озвучившие черепах в картине, — Майка Эбби, Шамон Браун-младший, Николас Канту и Брэйди Нун — вернулись к ролям Донателло, Микеланджело, Леонардо и Рафаэля соответственно. Исполнительными продюсерами и шоураннерами стали Кристофер Йост и Алан Ван; Йост ранее работал над сценариями к эпизодам мультсериалов о Черепашках-ниндзя 2003 и 2012 годов, в то время как Ван режиссировал эпизоды мультсериала 2012 года, а также мультсериала «Эволюция Черепашек-ниндзя» (2018). Лукас Уильямс следит за производственным циклом от лица компании Point Grey Pictures, наряду с которой над проектом также работает Nickelodeon Animation Studio.
Несмотря на то, что, как сообщается, на анонсе был дан сериал на два сезона, Йост позже сказал в интервью в августе 2024 года, что он не уверен, будет ли второй сезон или нет. В одном из выпусков журнала Toy World Magazine Paramount подтвердили, что 2 сезон дебютирует в конце того же года на Paramount+ и Nickelodeon.

### Музыка
Композитором сериала является Мэтт Махаффи, который ранее писал музыку для «Эволюции Черепашек-ниндзя» и его фильму-продолжению 2022 года.

### Написание и анимация
В отличие от мультфильма, сериал был создан с помощью рисованной анимации.
В отличие от предыдущих телесерий франшизы Черепашек-ниндзя, которые изначально разрабатывались как телевизионные шоу, «Черепашки-ниндзя: Истории» является продолжением фильма. Это означало, что шоураннерам пришлось использовать «Черепашки-ниндзя: Погром мутантов» в качестве путеводной карты при разработке. Как и в случае с фильмом, шоураннеры подчеркнули подростковый аспект черепашек. Сериал представлен с точки зрения черепашек. Йост сказал, что они иногда думают об этом как об интересных историях, добавив, что в нём был немного ненадёжный элемент рассказчика. Шоураннеры описали мир, представленный в сериале, как более приземлённый, чем мир предыдущих воплощений Черепашек. Команда приложила усилия, чтобы интегрировать Эйприл О’Нил в истории и убедиться, что она не чувствует себя слишком далёкой от черепашек.
Независимая анимационная студия Titmouse предоставляет анимацию для сериала. Как и в случае с «Черепашки-ниндзя: Погром мутантов», который использовал нетрадиционный подход к своей компьютерной анимации, Ван хотел, чтобы сериал принял нетрадиционный вид 2D-анимации. Он хотел передать ощущение «панк-рока» и описал стиль как грубый и сырой. Шоураннер чувствовал, что более грубый стиль рисования сериала помог отличить его от более чистых на вид мультфильмов-боевиков. Ван также чувствовал, что стиль рисования отдаёт дань уважения оригинальным комиксам Кевина Истмена и Питера Лэрда. В сериале в качестве обрамления используются рисунки комиксов Леонардо, которые шоураннеры также добавили в качестве дани уважения комиксам. Для создания сцен действия команда черпала вдохновение из различных версий «Черепашек-ниндзя», включая «Черепашки-ниндзя: Погром мутантов», игровые фильмы 1990-х годов и «Эволюция Черепашек-ниндзя».

## Премьера
Премьера первого сезона мультсериала «Черепашки-ниндзя: Истории» состоялась на Paramount+ 9 августа 2024 года.
Премьера второго сезона состоится в конце 2025 года, как подтвердил Paramount+ в Toy World Magazine.

## Продвижение и восприятие

### Выпуск
Первый сезон дебютировал на Paramount+ 9 августа 2024 года со всеми заказанными 12 эпизодами. Сезон был выпущен на DVD и Blu-ray 12 ноября 2024 года компанией Paramount Home Entertainment. Второй сезон должен дебютировать на Nickelodeon и Paramount+ в конце 2025 года.

### Критика
Для первого сезона Rotten Tomatoes сообщил о 100 % одобрении со средней оценкой 8.0/10 на основе 9 обзоров. В целом, сезон получил положительные отзывы от критиков за его озвучку, анимацию и последовательности действий. Некоторые критики посчитали, что он соответствует стандарту, установленному «Черепашки-ниндзя: Погром мутантов», в то время как другие высказали мнение, что это было понижение.

### Премии
| Премии                                          | Дата церемонии | Категория                                                                                         | Получатель(-и)                                                  | Результат | Ссылка        |
| ----------------------------------------------- | -------------- | ------------------------------------------------------------------------------------------------- | --------------------------------------------------------------- | --------- | ------------- |
| Премия Энни                                     | 8 февраля 2025 | Выдающиеся достижения в области дизайна персонажей в анимационном теле-/вещательном производстве  | Рустам Гасанов (за «Ночь механоидов»)                           | Номинация | [ 28 ] [ 29 ] |
| Премия Энни                                     | 8 февраля 2025 | Выдающиеся достижения в режиссуре анимационного теле-/вещательного производства                   | Алан Ван Колин Хек (за «Жемчужину»)                             | Номинация | [ 28 ] [ 29 ] |
| Премия Энни                                     | 8 февраля 2025 | Выдающиеся достижения в области раскадровки в анимационном теле-/вещательном производстве         | Лаура Гилле Себрина Гао Кевин Молина-Ортис (за «Жемчужину»)     | Номинация | [ 28 ] [ 29 ] |
| Премия Энни                                     | 8 февраля 2025 | Выдающиеся достижения в озвучивании анимационного теле-/вещательного продукта                     | Айо Эдебири (за «Сплинтер и Эйприл сражаются с золотой рыбкой») | Номинация | [ 28 ] [ 29 ] |
| Премия Энни                                     | 8 февраля 2025 | Выдающиеся достижения в области редакционной работы в анимационном теле-/вещательном производстве | Кейлеб Йодер (за «Жемчужины»)                                   | Номинация | [ 28 ] [ 29 ] |
| Премия Голливудской профессиональной ассоциации | 7 ноября 2024  | Премия HPA за выдающуюся цветокоррекцию — анимационный эпизод или не театральная полнометражка    | Ара Томассиан (за «Ночь механоидов»)                            | Номинация | [ 30 ] [ 31 ] |